# Улитау (футбольний клуб)
Футбольний клуб «Улитау» (каз. Ұлытау футбол клубы) — казахський професійний футбольний клуб з міста Жезказган. Клуб був створений 13 грудня 2022 року, та проводить домашні матчі на стадіоні «Металург» місткістю 6 тисяч глядачів. У 2023 році клуб виграв другу лігу Казахстану, а в 2024 році зайняв друге місце в Першій лізі Казахстану, та вийшов до Прем'єр-ліги Казахстану.